# Huércal-Overa
Huércal-Overa er en by og kommune i det sydøstlige Spanien i provinsen Almería. Den har et indbyggertal på 20.609 (2024) indbyggere.